# أدريان نوكس
أدريان نوكس (بالإنجليزية: Adrian Knox)‏ هو قاضي أسترالي، ولد في 29 نوفمبر 1863 في سيدني في أستراليا، وتوفي في 27 أبريل 1932 في Woollahra ‏ في أستراليا.